# Gebaur Izor
Gebaur Izor (József ill. Gebauer Izor) (Pécs, 1839. január 28. — Graz, 1916. március 20.) magyar katolikus pap, ciszterci szerzetes, tanár, nyelvész, műfordító. A volapük nyelv egyik úttörője, eszperantista.

## Életpályája
A gimnázium hat osztályát Pécsett végezte (1849-1855). 1855. szeptember 12-én belépett a ciszterci rendbe, a rend Egerbe küldte a 7-8. gimnáziumi évfolyamok elvégzése céljából. Teológiai tanulmányokat Budapesten és Bécsben folytatott. 1862. július 16-án szentelték pappá. 1865-től német nyelvet és irodalmat tanított a székesfehérvári gimnáziumban, ugyanitt mint rendkívüli tárgyakat tanította a francia nyelvet, az éneket és a gyorsírást. 1879-től a bajai főgimnázium igazgatójaként működött. 1881-től Tósokberénden volt plébános, 1884-től a pécsi főgimnáziumot igazgatta, 1889-től ő lett a zirci alperjel. 1892-től papi pályájának utolsó állomáshelye Hercegfalva, ahol megint plébánosi teendőket látott el. 1907-ben nyugdíjba vonult, de már 1908-tól mint ciszterci szerzetes házfőnöki teendőket vállalt a Szentgotthárdi apátsában.

## Munkássága
Szerzetesi és papi hivatása mellett a volapük nyelvvel foglalkozott, nyelvkönyveket írt, irodalmi munkásságával és műfordításaival (Kölcsey Ferenc: A kárpáti kincstár című elbeszélését fordította volapük nyelvre) nemzetközi hírnévre tett szert. 1891-ben beválasztották a konstanzi (Svájc) Volapük Akadémia tagjai közé, több volapük egyesület (párizsi, müncheni, konstanzi, bécsi és litoměřicei) szintén sorai közé választotta. 1906-tól a mesterséges volapük nyelvnél jobbnak találta a szintén mesterséges eszperantó nyelvet és azzal kezdett foglalkozni.
Több kisebb közleménye jelent meg a Tanáregylet Közlönyében, a pécsi főgimnázium értesítőjében, a berlini Zi vol lölik című volapük újságban és a lipcsei Unser Verkehr c. lapban. Eszmecseréket folytatott írásaiban a volapük nyelv nyelvtani rendszeréről a kínai, orosz, olasz, francia, angol, német, észak- és dél-amerikai volapük klubok tagjaival. Kisebb alkalmi költeményeket is írt e mesterséges világnyelven. Saját írásai közül kiemelkedő az aggteleki és a dobsinai barlangok leírása.

## Művei (válogatás)
- Darwinizmus. Főgymnasiumi Értesítő, Pécs : 1886.
- Német nyelvtan középtanodák használatára.[3] Pest, 1868.
- Német olvasókönyv a gymnásiumok felső osztályai számára.[4] Pest, 1868.
- Volapük : (Namapenäd pebüköl). Pécs : Nyomatott Taizs József Könyvnyomdájában, 1887. 60 p.
- Világnyelv. Volapük : Schleyer rendszere szerint. Pécs, 1888.
- Natamilas tel in Niegän.[5] Pécs, 1888.
- Div belama Tátra.[6] H.n., 1891.

## Díjak, elismerések
- Díszoklevéllel tüntették ki a volapük nyelven elért eredményeiért a pécsi országos kiállításon (1891)